# Antonio Zambrano-Montes
Antonio Zambrano-Montes (* 1980; † 10. Februar 2015 in Pasco) war ein mexikanischer Arbeiter, der nach Steinwürfen auf Polizisten von der Polizei von Pasco (Bundesstaat Washington) erschossen wurde. Er gilt als eines der Todesopfer von Polizeigewalt gegen Nicht-Weiße in den USA; der Fall reihte sich in die Debatte um eine rassistische Grundausrichtung vieler US-Polizeibehörden.

## Tod
Montes stammte aus der mexikanischen Provinz Michoacan und arbeitete in Pasco im US-Bundesstaat Washington auf einer Farm. Am Abend des 10. Februar 2015 soll er Steine auf einen Polizei-Streifenwagen und drei Polizisten geworfen haben. Auf einem Augenzeugenvideo sieht man,  wie Zambrano-Montes vor den ihn verfolgenden Polizisten davonläuft. Als sich Montes zu den Beamten umdreht, eröffnen die Polizisten das Feuer. Es ist bis heute unklar, ob Zambrano-Montes im Moment seines Todes noch einen Stein in der Hand hatte. Die Beamten schossen insgesamt siebzehnmal auf Montes.

## Ermittlungen
Der Staatsanwalt von Franklin County Shawn Sant entschied drei Monate nach dem Tode Montes, gegen die drei beteiligten Polizeibeamten Ryan Flanagan, Adam Wright und Adrian Alaniz kein Verfahren einzuleiten. Die polizeilichen Untersuchungen hätten ergeben, dass sich Montes mit einem 1,3 Kilogramm schweren Stein in der Hand zu den Beamten umgedreht habe, woraufhin die Beamten schossen. Davor habe er schon Steine auf die Polizisten und Streifenwagen geworfen.
„Die Beamten setzten tödliche Gewalt ein, um Schaden von sich und anderen abzuwenden“, sagte Sant. Die Todesschüsse seien unter angemessenen Umständen nach den Vorgaben der Gesetze des Staates Washington und ohne eine Mutwilligkeit erfolgt.

## Nachwirkungen
Der CNN-Reporter Raul Reyes sagte, der Fall würde als „Latino Ferguson“, in Anspielung auf den Todesfall Michael Brown bezeichnet.
Anschließend kam es in dem Ort zu Protesten. Rund die Hälfte der 68.000 Einwohner von Pasco sind Hispanics. Der Konsul von Mexiko in Seattle nannte den Fall „die ungewollt tödliche Gewaltanwendung gegen einen Menschen mexikanischer Nationalität“.